# Patriarcha Aleksandrii
Patriarcha Aleksandrii – jeden z patriarchów w Kościołach Wschodnich. Ustanowiony w 381 r. Z czasem doszło do podziałów i powstaniu kilku odrębnych stolic patriarszych.

## Biskupi Aleksandrii
źródło
- ok. 68 – Marek Ewangelista
- ok. 68–85 – Anian
- ok. 85–98 – Abilio
- ok. 98–109 – Kedron
- ok. 109–121 – Prim
- ok. 121–131 – Justus
- ok. 131–143 – Eumenes
- ok. 143–154 – Marcjan
- ok. 154–167 – Keladion
- ok. 167–180 – Agrypin
- ok. 180–189 – Julian
- 189–231 – Demetriusz
- 231–247 – Heraklas
- 248–264 – Dionizy
- 265–282 – Maksym
- 282–300 – Teonas
- 300–311 – Piotr I
- 312–313 – Achillas z Aleksandrii
- 313–328 – Aleksander I
- 328–339 – Atanazy I
- 339–346 – Grzegorz z Kapadocji
- 346–373 – ponownie Atanazy I
- 373–380 – Piotr II

## Patriarchowie Aleksandrii
- 380–385 – Tymoteusz I
- 385–412 – Teofil I
- 412–444 – Cyryl I
- 444–451 – Dioskur I

W 451 roku dochodzi do schizmy i funkcjonowania dwóch patriarchów: prawosławnego  i koptyjskiego.

## Patriarchowie aleksandryjscy po podziale
W wyniku podziałów w kościele aleksandryjskim można mówić o następujących patriarchach Aleksandrii:
- prawosławny patriarcha Aleksandrii (od 451)
- koptyjski patriarcha Aleksandrii (od 451)
- łaciński patriarcha Aleksandrii (1215–1964)
  - koptyjski katolicki patriarcha Aleksandrii (od 1895)
  - melchicki katolicki patriarchat Aleksandrii (od 1838)